# Ornatifilum
Ornatifilum (del latín ornatus + filum, filamento ornamentado) es un género de forma artificial, que se utiliza para categorizar cualquier filamento pequeño y ramificado con ornamentación externa.
Se ha aplicado a microfósiles de edad Devónica con afinidades fúngicas, aunque estos taxones han sido reconocidos desde entonces como una forma de crecimiento temprano de Tortotubus.

## Antecedentes
El género forma Ornatifilum fue creado por Burgess y Edwards en 1991 para describir fósiles tubulares recuperados por maceración ácida del Silúrico tardío. Originalmente se concibió como un género forma, para facilitar la reconstrucción estratigráfica y ambiental; los fósiles no presentan suficientes características para clasificarlos con seguridad, ni siquiera a nivel de reino.
Los organismos están formados por tubos de unos 10 μm de diámetro, con una textura superficial ornamentada y granular. Estos fósiles fueron comparados con fósiles del Silúrico tardío (época de Ludlow) recuperados de los yacimientos de Burgsvik por Sherwood-Pike y Gray, y el género se utilizó cuando Charles Wellman recuperó fósiles similares de la isla escocesa de Kerrera diez años más tarde. Se conocen filamentos similares, no ornamentados, de EE. UU. Sin embargo, estos últimos fósiles se han asignado ahora a Tortotubus.

## Ornatifilum granulatum
La especie tipo del género está formada por filamentos aplanados, quizás un artefacto resultante de la presión ejercida tras el enterramiento. Se ramifican normalmente en ángulos obtusos; los granos de tamaño irregular, que ornamentan su superficie, se concentran en los puntos de ramificación. A menudo se encuentran como individuos, pero a veces se agrupan en «tramas», como las ha denominado Wellman. Los filamentos están septados, y los septos parecen «puntos de pellizco» donde el tubo está ligeramente constreñido, como un globo retorcido. No se observaron signos de perforación en los septos; las esporas perforadas sólo se encuentran en algas rojas y hongos, pero su ausencia no excluye su presencia en uno de estos grupos: de hecho, las perforaciones son difíciles de ver o visualizar. No existen otras características diagnósticas de esta especie que permitan clasificarla en ningún grupo. La ornamentación de la superficie es una característica convergente común, que se encuentra por ejemplo en los rizoides de las hepáticas y en algunos hongos, por lo que no ayuda en la clasificación. Los ejemplares recuperados son más comunes en ambientes cercanos a la costa; sin embargo, nunca son abundantes.

## Ornatifilum lornensis
Ornatifilum lornensis es un sinónimo menor de Tortotubus protuberans. Su aspecto es más complejo que el de O. granatum. Para empezar, su ornamentación superficial -que cubre la mayor parte de la superficie de manera uniforme- adopta una serie de formas, con «grana, coni, spinae verrucae y ocasionalmente plia» presentes. Además, las ramificaciones laterales y las protuberancias en forma de petaca sobresalen ocasionalmente de los tubos, en los que la ornamentación es mayor (2,5 μm en lugar de ~1 μm). Dicha ramificación se produce típicamente en pares a través del hilo principal.